# Temporada 2014 del Campeonato Mundial de Supersport
La Temporada 2014 del Campeonato Mundial de Supersport fue la decimosexta temporada del Campeonato Mundial de Supersport, pero la decimoctava teniendo en cuenta las dos celebradas bajo el nombre de Serie Mundial de Supersport.
El título de pilotos lo ganó por primera vez un piloto holandés, ya que Michael van der Mark, del equipo Pata Honda World Supersport, ganó seis carreras y logró diez podios en su camino al título. Van der Mark terminó 82 puntos por encima de su rival más cercano en el campeonato, el piloto de la MV Agusta Reparto Corse Jules Cluzel, quien ganó un tres carreras durante la temporada. El tercer puesto en el campeonato fue para Florian Marino del equipo Kawasaki Intermoto Ponyexpres, que logró cuatro podios en 2014. Los otros ganadores de la temporada fueron el compañero de van der Mark Lorenzo Zanetti en Imola y Kenan Sofuoğlu, que ganó en Motorland Aragón por el Mahi Racing Team India, antes de dejar el equipo antes del final de la temporada. En el campeonato de constructores, Honda terminó 70 puntos por encima de Kawasaki. El equipo Pata Honda World Supersport ganó el campeonato de equipos por más de 100 puntos con respecto al equipo Kawasaki Intermoto Ponyexpres.

## Calendario y resultados
La Federación Internacional de Motociclismo publicó un calendario provisional de 13 carreras el 29 de noviembre de 2013. La versión actualizada de 12 carreras fue publicada por la FIM el 12 de abril de 2014, con la cancelación de la ronda de Rusia y la inclusión de Catar como sede de la última carrera de la temporada.
El 31 de julio de 2014, la ronda de Catar fue confirmada por la Federación Internacional de Motociclismo, y debía celebrarse bajo reflectores para su regreso al calendario. En la misma fecha, se anunció que la ronda sudafricana - que se celebraría el 19 de octubre en Phakisa Freeway en Welkom - fue cancelada debido a retrasos en el cumplimiento de los requisitos de homologación de la FIM. Más tarde se anunció que la ronda no sería reemplazada en el calendario, reduciendo la temporada a 11 rondas.
| Ronda | País         | Circuito                              | Fecha           | Pole position        | Vuelta Rápida        | Piloto Ganador       | Equipo Ganador              |
| ----- | ------------ | ------------------------------------- | --------------- | -------------------- | -------------------- | -------------------- | --------------------------- |
| 1     | Australia    | Circuito de Phillip Island            | 23 de febrero   | Kenan Sofuoğlu       | Roberto Tamburini    | Jules Cluzel         | MV Agusta RC–Yakhnich M.    |
| 2     | España       | Motorland Aragón                      | 13 de abril     | Kev Coghlan          | Jules Cluzel         | Kenan Sofuoğlu       | Mahi Racing Team India      |
| 3     | Países Bajos | TT Circuit Assen                      | 27 de abril     | Florian Marino       | Michael van der Mark | Michael van der Mark | Pata Honda World Supersport |
| 4     | Italia       | Autodromo Enzo e Dino Ferrari         | 11 de mayo      | Jules Cluzel         | Kenan Sofuoğlu       | Lorenzo Zanetti      | Pata Honda World Supersport |
| 5     | Reino Unido  | Donington Park                        | 25 de mayo      | Michael van der Mark | Michael van der Mark | Michael van der Mark | Pata Honda World Supersport |
| 6     | Malasia      | Sepang International Circuit          | 8 de junio      | Jules Cluzel         | Kev Coghlan          | Michael van der Mark | Pata Honda World Supersport |
| 7     | Italia       | Misano World Circuit Marco Simoncelli | 22 de junio     | Jules Cluzel         | P. J. Jacobsen       | Jules Cluzel         | MV Agusta Reparto Corse     |
| 8     | Portugal     | Autódromo Internacional do Algarve    | 6 de julio      | Kenan Sofuoğlu       | Michael van der Mark | Michael van der Mark | Pata Honda World Supersport |
| 9     | España       | Circuito de Jerez                     | 7 de septiembre | Michael van der Mark | Kenan Sofuoğlu       | Michael van der Mark | Pata Honda World Supersport |
| 10    | Francia      | Circuit de Nevers Magny-Cours         | 5 de octubre    | Jules Cluzel         | Kenan Sofuoğlu       | Jules Cluzel         | MV Agusta Reparto Corse     |
| 11    | Catar        | Losail International Circuit          | 2 de noviembre  | Jules Cluzel         | Jules Cluzel         | Michael van der Mark | Pata Honda World Supersport |

## Pilotos y equipos
| Parrilla 2014                                    | Parrilla 2014 | Parrilla 2014       | Parrilla 2014 | Parrilla 2014         | Parrilla 2014 |
| Equipo                                           | Constructor   | Moto                | No.           | Piloto                | Rondas        |
| ------------------------------------------------ | ------------- | ------------------- | ------------- | --------------------- | ------------- |
| Smiths Triumph                                   | Triumph       | Triumph 675 R       | 3             | Billy McConnell       | 1             |
| Smiths Triumph                                   | Triumph       | Triumph 675 R       | 81            | Graeme Gowland        | 1             |
| CIA Insurance Honda                              | Honda         | Honda CBR600RR      | 4             | Jack Kennedy          | All           |
| CIA Insurance Honda                              | Honda         | Honda CBR600RR      | 7             | Nacho Calero          | All           |
| CIA Insurance Honda                              | Honda         | Honda CBR600RR      | 35            | Raffaele De Rosa      | 2–9           |
| CIA Insurance Honda                              | Honda         | Honda CBR600RR      | 36            | Martín Cárdenas       | 10            |
| CIA Insurance Honda                              | Honda         | Honda CBR600RR      | 77            | Nasser Al Malki       | 11            |
| San Carlo Puccetti Racing                        | Kawasaki      | Kawasaki ZX-6R      | 5             | Roberto Tamburini     | All           |
| San Carlo Puccetti Racing                        | Kawasaki      | Kawasaki ZX-6R      | 10            | Alessandro Nocco      | 2–10          |
| San Carlo Puccetti Racing                        | Kawasaki      | Kawasaki ZX-6R      | 15            | Marco Faccani         | 11            |
| San Carlo Puccetti Racing                        | Kawasaki      | Kawasaki ZX-6R      | 54            | Kenan Sofuoğlu        | 9–11          |
| HAGN–SKM Racing Team                             | Yamaha        | Yamaha YZF-R6       | 6             | Dominic Schmitter     | 2, 9–10       |
| Kawasaki Ponyexpres Intermoto                    | Kawasaki      | Kawasaki ZX-6R      | 9             | Tony Coveña           | 1–3           |
| Kawasaki Intermoto Ponyexpres                    | Kawasaki      | Kawasaki ZX-6R      | 9             | Tony Coveña           | 4–9           |
| Kawasaki Intermoto Ponyexpres                    | Kawasaki      | Kawasaki ZX-6R      | 21            | Florian Marino        | All           |
| Kawasaki Intermoto Ponyexpres                    | Kawasaki      | Kawasaki ZX-6R      | 22            | Mason Law             | 10–11         |
| Kawasaki Intermoto Ponyexpres                    | Kawasaki      | Kawasaki ZX-6R      | 99            | P. J. Jacobsen        | All           |
| Team Go Eleven                                   | Kawasaki      | Kawasaki ZX-6R      | 11            | Christian Gamarino    | All           |
| Team Go Eleven                                   | Kawasaki      | Kawasaki ZX-6R      | 44            | Roberto Rolfo         | All           |
| Core PTR Honda                                   | Honda         | Honda CBR600RR      | 14            | Ratthapark Wilairot   | All           |
| Core PTR Honda                                   | Honda         | Honda CBR600RR      | 35            | Raffaele De Rosa      | 1             |
| MV Agusta RC–Yakhnich M. MV Agusta Reparto Corse | MV Agusta     | MV Agusta F3 675    | 16            | Jules Cluzel          | All           |
| MV Agusta RC–Yakhnich M. MV Agusta Reparto Corse | MV Agusta     | MV Agusta F3 675    | 65            | Vladimir Leonov       | 1–6           |
| MV Agusta RC–Yakhnich M. MV Agusta Reparto Corse | MV Agusta     | MV Agusta F3 675    | 155           | Massimo Roccoli       | 7–11          |
| MG Competition                                   | Yamaha        | Yamaha YZF-R6       | 17            | Lucas Mahias          | 10            |
| DMC Panavto–Yamaha                               | Yamaha        | Yamaha YZF-R6       | 17            | Lucas Mahias          | 11            |
| DMC Panavto–Yamaha                               | Yamaha        | Yamaha YZF-R6       | 88            | Kev Coghlan           | All           |
| DMC Panavto–Yamaha                               | Yamaha        | Yamaha YZF-R6       | 161           | Alexey Ivanov         | All           |
| RS Wahr by Kraus Racing                          | Yamaha        | Yamaha YZF-R6       | 19            | Kevin Wahr            | 1–5, 7, 10    |
| SIC Racing Team                                  | Honda         | Honda CBR600RR      | 20            | Zaqhwan Zaidi         | 6             |
| Yohann Moto Sport                                | Suzuki        | Suzuki GSX-R600     | 23            | Cédric Tangre         | 10            |
| Team Lorini                                      | Honda         | Honda CBR600RR      | 24            | Marco Bussolotti      | 1–9           |
| Team Lorini                                      | Honda         | Honda CBR600RR      | 25            | Alex Baldolini        | 10            |
| Team Lorini                                      | Honda         | Honda CBR600RR      | 28            | Ferruccio Lamborghini | 7             |
| Team Lorini                                      | Honda         | Honda CBR600RR      | 35            | Raffaele De Rosa      | 11            |
| Team Lorini                                      | Honda         | Honda CBR600RR      | 84            | Riccardo Russo        | 1–6           |
| Team Lorini                                      | Honda         | Honda CBR600RR      | 87            | Luca Marconi          | 7             |
| Team Lorini                                      | Honda         | Honda CBR600RR      | 87            | Luca Marconi          | 8–11          |
| ATK Racing                                       | MV Agusta     | MV Agusta F3 675    | 25            | Alex Baldolini        | 4, 7–8        |
| Pata Honda World Supersport                      | Honda         | Honda CBR600RR      | 26            | Lorenzo Zanetti       | All           |
| Pata Honda World Supersport                      | Honda         | Honda CBR600RR      | 60            | Michael van der Mark  | All           |
| Oz Wildcard Racing                               | Yamaha        | Yamaha YZF-R6       | 52            | Ryan Taylor           | 1             |
| Com Plus SMS Racing                              | Honda         | Honda CBR600RR      | 53            | Valentin Debise       | 7–11          |
| Com Plus SMS Racing                              | Honda         | Honda CBR600RR      | 89            | Fraser Rogers         | 1–6           |
| Mahi Racing Team India                           | Kawasaki      | Kawasaki ZX-6R      | 54            | Kenan Sofuoğlu        | 1–8           |
| Langenscheid R. by Fast Bike                     | Yamaha        | Yamaha YZF-R6       | 55            | Pepijn Bijsterbosch   | 3             |
| Team Torrentó                                    | Yamaha        | Yamaha YZF-R6       | 57            | Ferran Casas          | 9             |
| VFT Racing                                       | Yamaha        | Yamaha YZF-R6       | 61            | Fabio Menghi          | All           |
| AARK Racing                                      | Honda         | Honda CBR600RR      | 64            | Matt Davies           | 9–10          |
| Rivamoto                                         | Honda         | Honda CBR600RR      | 65            | Vladimir Leonov       | 9–10          |
| Rivamoto                                         | Honda         | Honda CBR600RR      | 67            | Bryan Staring         | 1             |
| Anvil Hire TAG Racing                            | Triumph       | Triumph Daytona 675 | 94            | Sam Hornsey           | 5             |

| Leyenda             | Leyenda |
| ------------------- | ------- |
| Piloto Titular      |         |
| Piloto Invitado     |         |
| Piloto de reemplazo |         |

## Resultados en el Campeonato del Mundo

### Campeonato de pilotos
| Pos.  | Piloto                | Moto      | PHI | ARA | ASS | IMO | DON | SEP | MIS | POR | JER | MAG | LOS | Pts. |
| ----- | --------------------- | --------- | --- | --- | --- | --- | --- | --- | --- | --- | --- | --- | --- | ---- |
| 1     | Michael van der Mark  | Honda     | Ret | 2   | 1   | 2   | 1   | 1   | 2   | 1   | 1   | 2   | 1   | 230  |
| 2     | Jules Cluzel          | MV Agusta | 1   | Ret | 3   | 15  | 2   | 2   | 1   | Ret | Ret | 1   | 3   | 148  |
| 3     | Florian Marino        | Kawasaki  | 4   | 3   | 2   | 3   | 5   | Ret | 7   | 8   | 3   | 5   | 11  | 125  |
| 4     | Lorenzo Zanetti       | Honda     | DNS | 4   | 5   | 1   | Ret | 5   | 6   | 6   | 6   | 4   | 7   | 112  |
| 5     | Kev Coghlan           | Yamaha    | 2   | 5   | 4   | Ret | 3   | Ret | 8   | 7   | 5   | 6   | 5   | 109  |
| 6     | P. J. Jacobsen        | Kawasaki  | Ret | 14  | 9   | 4   | 6   | 8   | 3   | 5   | 2   | 8   | 12  | 99   |
| 7     | Roberto Rolfo         | Kawasaki  | 11  | 12  | 6   | 5   | 10  | 4   | 10  | 9   | 7   | 3   | 6   | 97   |
| 8     | Kenan Sofuoğlu        | Kawasaki  | Ret | 1   | Ret | Ret | 4   | 3   | 4   | 3   | 13  | Ret | 8   | 94   |
| 9     | Ratthapark Wilairot   | Honda     | Ret | 10  | 13  | Ret | 12  | 6   | 9   | 11  | 8   | 9   | 2   | 70   |
| 10    | Raffaele De Rosa      | Honda     | 3   | 6   | 8   | 12  | 9   | 7   | 20  | 4   | Ret |     | 13  | 70   |
| 11    | Roberto Tamburini     | Kawasaki  | 5   | 7   | 7   | Ret | 8   | Ret | 5   | Ret | 10  | 7   | 9   | 70   |
| 12    | Jack Kennedy          | Honda     | Ret | 11  | Ret | 11  | 7   | Ret | 12  | 2   | 4   | Ret | Ret | 56   |
| 13    | Marco Bussolotti      | Honda     | 14  | 16  | 11  | 7   | 11  | 10  | Ret | 13  | 19  |     |     | 30   |
| 14    | Alessandro Nocco      | Kawasaki  |     | Ret | 18  | 10  | 14  | 13  | 11  | 12  | 9   | Ret |     | 27   |
| 15    | Christian Gamarino    | Kawasaki  | 10  | 9   | Ret | 13  | 19  | 11  | 15  | 17  | 15  | 14  | 14  | 27   |
| 16    | Kevin Wahr            | Yamaha    | 6   | Ret | 10  | 9   | Ret |     | 13  |     |     | Ret |     | 26   |
| 17    | Riccardo Russo        | Honda     | 8   | Ret | 14  | 8   | 13  | 12  |     |     |     |     |     | 25   |
| 18    | Fabio Menghi          | Yamaha    | 9   | 15  | 15  | 6   | Ret | Ret | 17  | 15  | 17  | Ret | 18  | 20   |
| 19    | Vladimir Leonov       | MV Agusta | Ret | 8   | 12  | Ret | 15  | 14  |     |     |     |     |     | 19   |
| 19    | Vladimir Leonov       | Honda     |     |     |     |     |     |     |     |     | 12  | Ret |     | 19   |
| 20    | Massimo Roccoli       | MV Agusta |     |     |     |     |     |     | 14  | 10  | Ret | 15  | 10  | 15   |
| 21    | Dominic Schmitter     | Yamaha    |     | 13  |     |     |     |     |     |     | 11  | 10  |     | 14   |
| 22    | Lucas Mahias          | Yamaha    |     |     |     |     |     |     |     |     |     | Ret | 4   | 13   |
| 23    | Graeme Gowland        | Triumph   | 7   |     |     |     |     |     |     |     |     |     |     | 9    |
| 24    | Zaqhwan Zaidi         | Honda     |     |     |     |     |     | 9   |     |     |     |     |     | 7    |
| 25    | Tony Coveña           | Kawasaki  | 12  | 17  | 21  | 14  | 17  | 15  | 18  | 18  | 18  |     |     | 7    |
| 26    | Luca Marconi          | Honda     |     |     |     |     |     |     | 21  | 16  | Ret | 11  | Ret | 5    |
| 27    | Mason Law             | Kawasaki  |     |     |     |     |     |     |     |     |     | 12  | 15  | 5    |
| 28    | Valentin Debise       | Honda     |     |     |     |     |     |     | 16  | 14  | 14  | 17  | Ret | 4    |
| 29    | Matt Davies           | Honda     |     |     |     |     |     |     |     |     | 20  | 13  |     | 3    |
| 30    | Nacho Calero          | Honda     | 13  | 20  | 17  | 17  | DNS | Ret | 23  | 20  | 22  | 18  | 19  | 3    |
| 31    | Fraser Rogers         | Honda     | 15  | 18  | 19  | 16  | 18  | 16  |     |     |     |     |     | 1    |
|       | Nasser Al Malki       | Honda     |     |     |     |     |     |     |     |     |     |     | 16  | 0    |
|       | Martín Cárdenas       | Honda     |     |     |     |     |     |     |     |     |     | 16  |     | 0    |
|       | Ferran Casas          | Yamaha    |     |     |     |     |     |     |     |     | 16  |     |     | 0    |
|       | Sam Hornsey           | Triumph   |     |     |     |     | 16  |     |     |     |     |     |     | 0    |
|       | Pepijn Bijsterbosch   | Yamaha    |     |     | 16  |     |     |     |     |     |     |     |     | 0    |
|       | Ryan Taylor           | Yamaha    | 16  |     |     |     |     |     |     |     |     |     |     | 0    |
|       | Alexey Ivanov         | Yamaha    | 17  | 19  | 20  | Ret | 20  | Ret | Ret | 19  | 21  | Ret | 17  | 0    |
|       | Alex Baldolini        | MV Agusta |     |     |     | Ret |     |     | 19  | Ret |     |     |     | 0    |
| Honda | Alex Baldolini        |           |     |     |     |     |     |     |     |     | Ret |     |     | 0    |
|       | Ferruccio Lamborghini | Honda     |     |     |     |     |     |     | 22  |     |     |     |     | 0    |
|       | Marco Faccani         | Kawasaki  |     |     |     |     |     |     |     |     |     |     | Ret | 0    |
|       | Cédric Tangre         | Suzuki    |     |     |     |     |     |     |     |     |     | Ret |     | 0    |
|       | Bryan Staring         | Honda     | Ret |     |     |     |     |     |     |     |     |     |     | 0    |
|       | Billy McConnell       | Triumph   | Ret |     |     |     |     |     |     |     |     |     |     | 0    |
| Pos.  | Piloto                | Moto      | PHI | ARA | ASS | IMO | DON | SEP | MIS | POR | JER | MAG | LOS | Pts. |

| Color     | Resultado                                                               |
| --------- | ----------------------------------------------------------------------- |
| Oro       | Ganador                                                                 |
| Plata     | 2.ª plaza                                                               |
| Bronce    | 3.ª plaza                                                               |
| Verde     | Finalizó en los puntos                                                  |
| Azul      | Finalizó sin puntos                                                     |
| Azul      | NC - No clasificado                                                     |
| Violeta   | Ret - No terminó (Carrera)                                              |
| Rojo      | DNQ - No se clasificó                                                   |
| Negro     | DSQ - Descalificado                                                     |
| Blanco    | DNS - No empezó (carrera)                                               |
| Blanco    | WD - Retirado (fin de semana)                                           |
| Blanco    | C - Carrera cancelada                                                   |
| Sin color | DNP - Inscrito pero no participó                                        |
| Sin color | INJ - Lesionado                                                         |
| Sin color | EX - Excluido                                                           |
| Estado    | Resultado                                                               |
| Negrita   | Pole position                                                           |
| Cursiva   | Vuelta rápida                                                           |
| †         | Abandona, pero clasifica al completar el porcentaje requerido para ello |

### Campeonato de constructores
| Pos. | Constructor | PHI | ARA | ASS | IMO | DON | SEP | MIS | POR | JER | MAG | LOS | Pts. |
| ---- | ----------- | --- | --- | --- | --- | --- | --- | --- | --- | --- | --- | --- | ---- |
| 1    | Honda       | 3   | 2   | 1   | 1   | 1   | 1   | 2   | 1   | 1   | 2   | 1   | 251  |
| 2    | Kawasaki    | 4   | 1   | 2   | 3   | 4   | 3   | 3   | 3   | 2   | 3   | 6   | 181  |
| 3    | MV Agusta   | 1   | 8   | 3   | 15  | 2   | 2   | 1   | 10  | Ret | 1   | 3   | 162  |
| 4    | Yamaha      | 2   | 5   | 4   | 6   | 3   | Ret | 8   | 7   | 5   | 6   | 4   | 121  |
| 5    | Triumph     | 7   |     |     |     | 16  |     |     |     |     |     |     | 9    |
|      | Suzuki      |     |     |     |     |     |     |     |     |     | Ret |     | 0    |
| Pos. | Constructor | PHI | ARA | ASS | IMO | DON | SEP | MIS | POR | JER | MAG | LOS | Pts. |